# 1930 au Yukon
Chronologie du Yukon
- 1926
- 1927
- 1928
- 1929
- 1930
- 1931
- 1932
- 1933
- 1934

Cette page concerne des événements d'actualité qui se sont produits durant l'année 1930 dans le territoire canadien du Yukon.

## Politique
- Commissaire de l'or : George Ian MacLean (en)
- Législature : 8e

## Événements
- 28 juillet : Le Parti conservateur de Richard Bedford Bennett remporte les élections fédérales avec 138 députés élus contre 86 libéraux, 2 candidats indépendants et 18 députés provenant de tiers partis. Dans la circonscription du territoire du Yukon, George Black du conservateur est réélu pour une quatrième mandat face au libéral William Edward Thompson.

## Naissances
- 29 juillet : Paul Lucier, premier franco-yukonnais à être maire de Whitehorse et premier sénateur de ce territoire († 23 juillet 1999)
- 27 octobre : Yolanda Burkhard (en), mairesse de Dawson City (1976-1978) († 31 mars 1998)
- 8 décembre : John Frame (en), prêtre († 4 août 2017)